# Monique Joyce
Thérèse Mathilde Bénard connue sous le nom de scène Monique Joyce, née le 22 décembre 1912 à Paris 14e et morte le 26 septembre 1994 à Vaucresson, est une chanteuse et une actrice française.

## Biographie
Fille d'un télégraphiste de Maisons-Alfort, Thérèse Bénard adopte le pseudonyme de Monique Joyce dès son admission au Conservatoire où elle obtient un second prix de chant et un premier accessit d'opéra-comique  en juin 1930. Elle va dès lors se produire à l'Opéra-Comique et sur diverses scènes de music-halls et de cabarets à Paris et en province.
Son élection au titre de Mademoiselle Paris en mars 1933, va la faire remarquer dans le milieu du cinéma et va être l'occasion de la lancer dans la carrière d'actrice. Elle va dès lors enchaîner une quinzaine de films entre 1933 et 1943 tout en continuant à se produire comme chanteuse ou meneuse de revue.
Sa volonté de poursuivre sa carrière sous l'Occupation va l'entraîner dans la collaboration, certes passive mais très imprudente, notamment en acceptant de tourner un dernier film en 1943 avec Gustav Ucicky, le cinéaste officiel du IIIe Reich. Après la libération de Paris, elle quitte précipitamment le territoire français pour se réfugier au château de Sigmaringen avec le gouvernement de Vichy en exil. De retour en France quelques années plus tard, oubliée de tous, elle abandonne tout espoir de remonter sur scène et va désormais mener une vie discrète en banlieue loin des milieux artistiques.

## Filmographie
- 1933 : Criminel de Jack Forrester
- 1933 : Six cent mille francs par mois de Léo Joannon
- 1933 : Tout pour rien de René Pujol : Betty[11]
- 1933 : Ciboulette de Claude Autant-Lara : une cocotte
- 1934 : Ces messieurs de la Santé de Pierre Colombier : Ninon
- 1935 : Lune de miel de Pierre-Jean Ducis
- 1937 : L'Affaire du courrier de Lyon de Claude Autant-Lara et Maurice Lehmann : Claudine Faugier-Odot[12]
- 1938 : Trois Artilleurs en vadrouille de René Pujol : la chanteuse de café-concert
- 1938 : La Chaleur du sein de Jean Boyer : Joan Bouvreuil
- 1939 : L'Entraîneuse d'Albert Valentin : Florence
- 1939 : Dernière Jeunesse de Jeff Musso : Yvonne
- 1941 : Péchés de jeunesse de Maurice Tourneur : Miss Florence[13]
- 1942 : Mam'zelle Bonaparte de Maurice Tourneur : Lucy de Kaula
- 1942 : La Fausse Maîtresse d'André Cayatte : Lætitia
- 1943 : Späte Liebe de Gustav Ucicky : Suzanne